# 劉諶 (弘治進士)
劉諶（1465年—？），字承芳，江西吉安府吉水縣人，民籍，明朝政治人物。

## 生平
江西鄉試第七十九名舉人。弘治十五年（1502年）中式壬戌科會試第二百七十八名，三甲第七十一名進士。初授浙江杭州府钱塘县知县，官至高州府知府。

## 家族
曾祖劉希先；祖父劉惟脩；父劉源深，母周氏。慈侍下。兄劉訥。